# Stade Migovéen
Stade Migovéen ist ein gabunischer Fußballklub mit Sitz in der Stadt Lambaréné innerhalb der Provinz Moyen-Ogooué.

## Geschichte
Der Klub wurde im Jahr 2008 gegründet und spielt seine Heimspiele im 390 Zuschauer fassenden Stade Jean Koumou. In der Saison 2011/12 gelang der Mannschaft der Aufstieg in die erstklassige Championnat National D1. In der ersten Saison erreichte das Team nach 26 Spielen 13 Punkte und mit Platz 14 Platz die letzte Position, womit man direkt wieder abstieg. In der zweitklassigen Championnat National D2 reichte es mit 31 Punkten im Poule B direkt wieder für den ersten Platz und für den Wiederaufstieg.
In der folgenden Saison 2015 platzierte man sich mit 24 Punkten auf dem zehnten Platz und konnte sich bis heute in der Liga halten.